# Poignée de main de François Mitterrand et Helmut Kohl à Douaumont

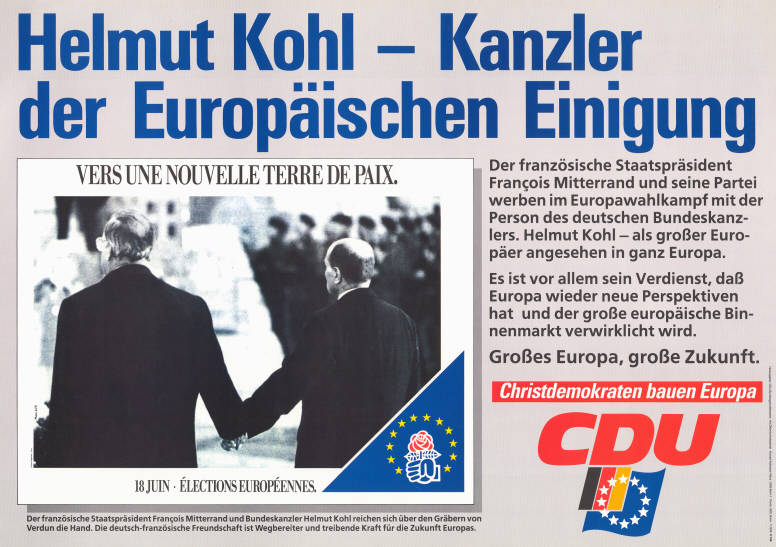
La poignée de main sur une affiche de la CDU pour les élections européennes de 1989 (photo AFP).

La poignée de main de François Mitterrand et Helmut Kohl est l'un des gestes parmi les plus symboliques de la réconciliation franco-allemande.
Cette poignée de main a lieu le 22 septembre 1984 devant un catafalque placé à l'entrée de l'ossuaire de Douaumont, lors d'une commémoration des morts des deux guerres mondiales. Sans que le protocole l'ait prévu, le président de la République française, François Mitterrand, saisit de sa main gauche la main droite du chancelier allemand, Helmut Kohl (un instant surpris), qui se tient à côté de lui pour écouter La Marseillaise juste après avoir entendu l'hymne allemand.
Cet événement renvoie en réalité à la célébration de l'anniversaire du débarquement de Normandie, au mois de juin 1984, où les Allemands n'avaient pas été conviés.
Cette poignée de main a été prise en photo de face par Frédéric de La Mure, (positionné devant la tombe du soldat inconnu) ainsi qu'un autre photographe, devant sur un podium ; les autres photographes se tenaient dos aux chefs d'État ou plus loin. Le moment est également capturé par la télévision française présente sur place.